# Palais Ephrussi

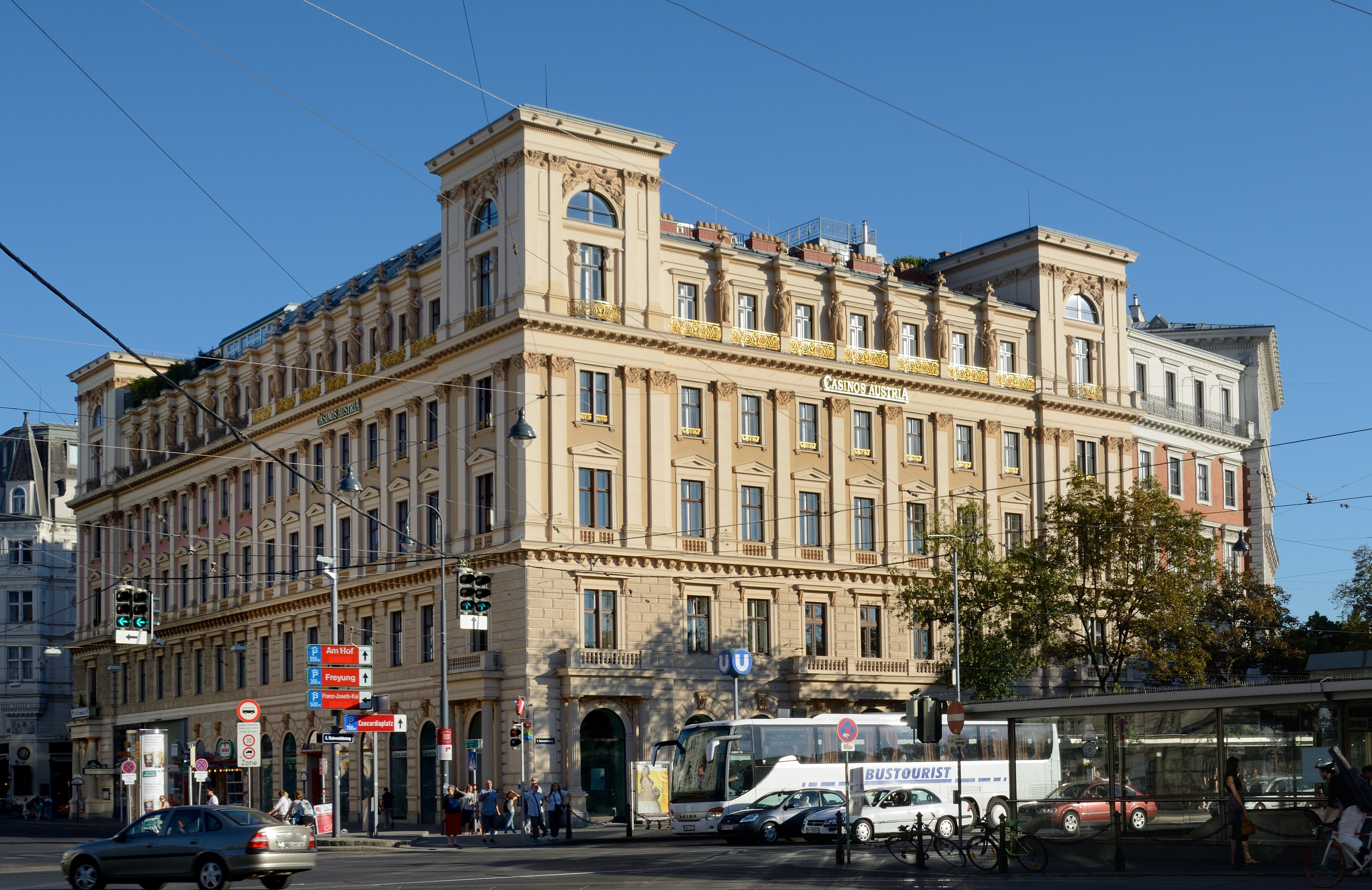
Das Palais Ephrussi am Universitätsring, links die Schottengasse (2013)

Das Palais Ephrussi ist ein Ringstraßenpalais in der Inneren Stadt (1. Bezirk) in Wien am Universitätsring 14 (die ursprüngliche Adresse lautete Franzensring 24, von 1934 bis 2012 Dr.-Karl-Lueger-Ring 14).

## Lage

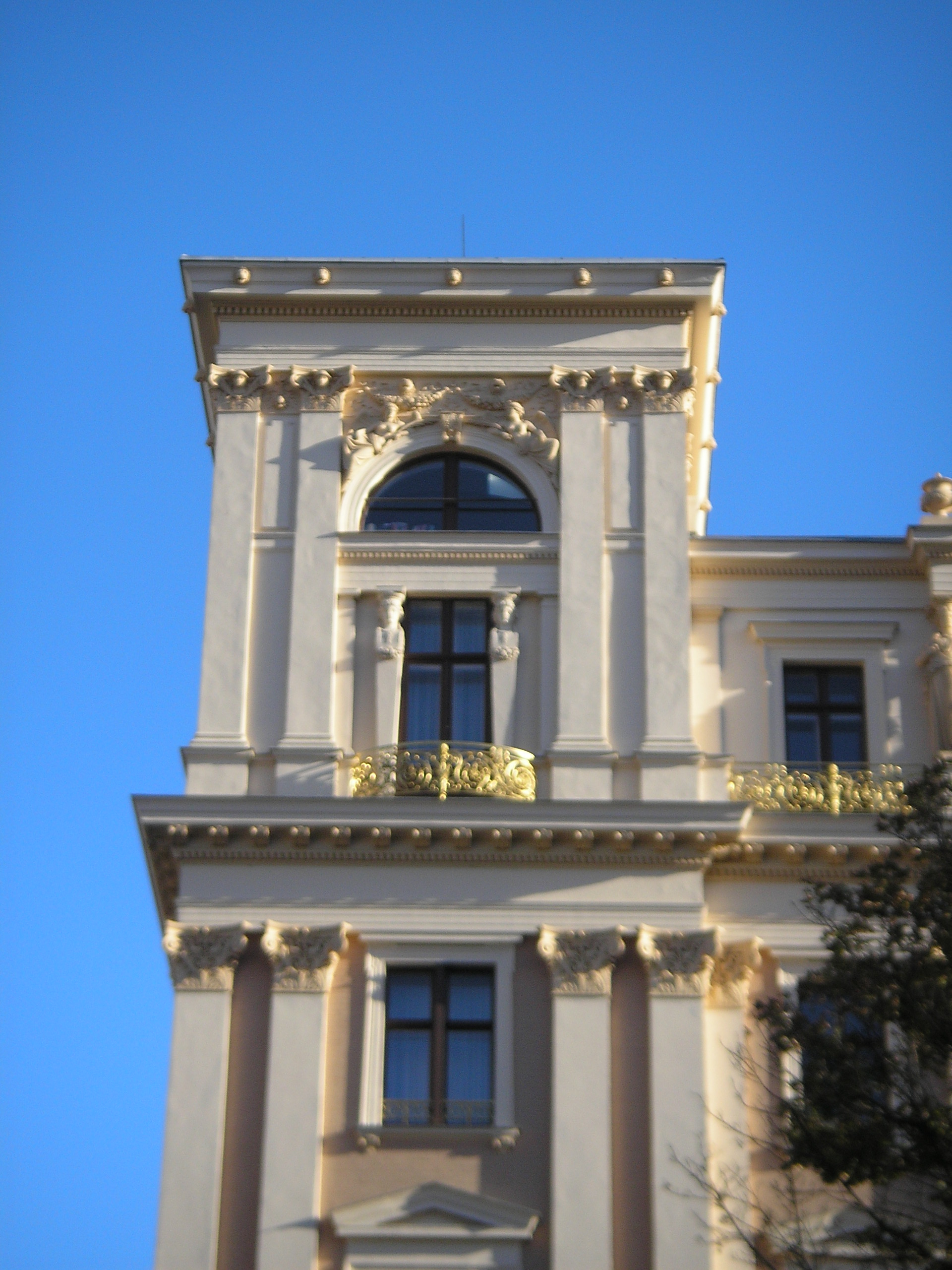
Detailansicht Palais Ephrussi

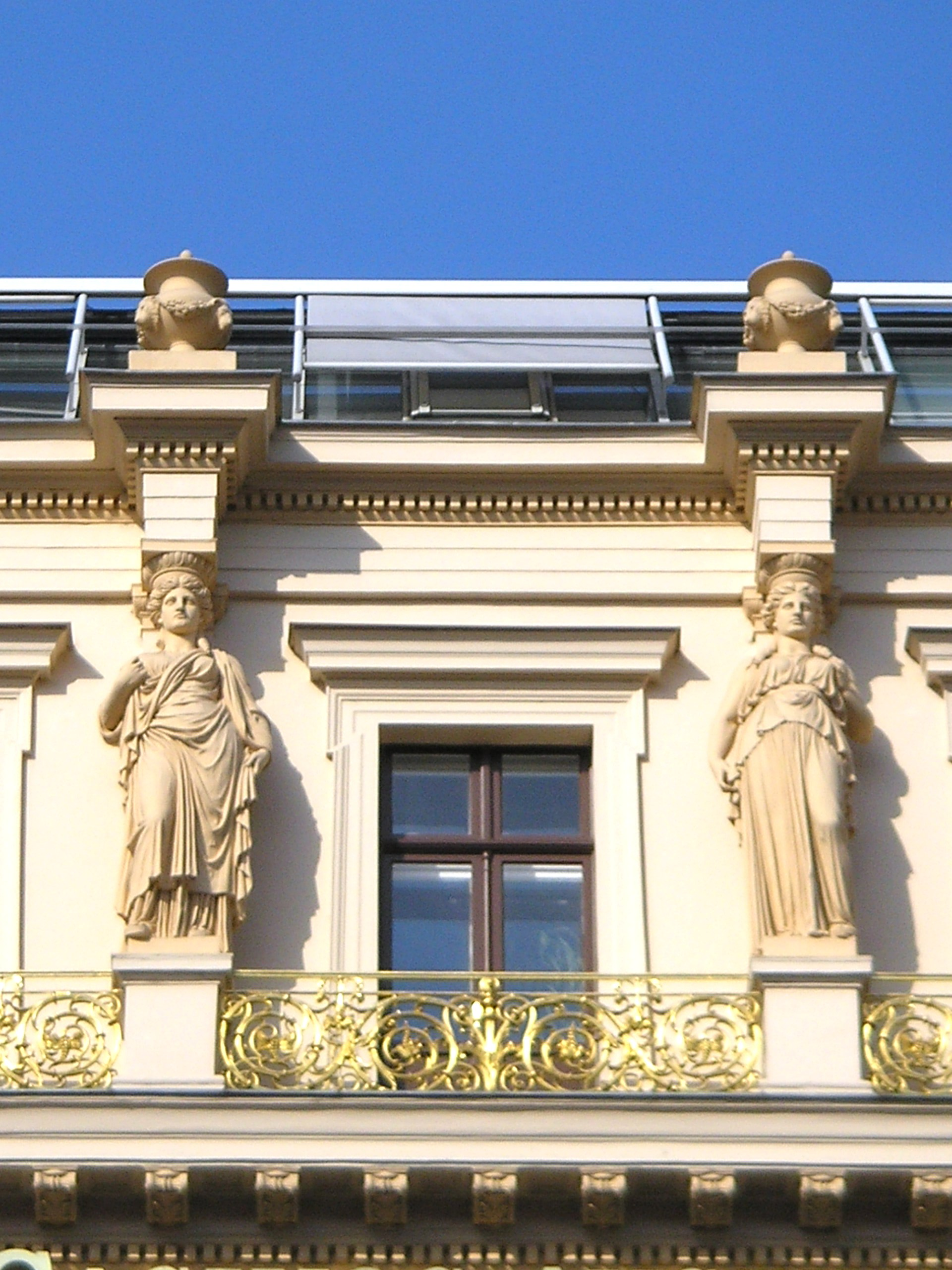
Fenster des Palais Ephrussi umrahmt von zwei Karyatiden

Das Palais liegt an der Ringstraße gegenüber dem Verkehrsknotenpunkt Schottentor, benannt nach einem nicht mehr vorhandenen Stadttor, seit 1980 mit der U-Bahn-Station Schottentor der Linie U2. Von hier aus verkehrte von 1865 an die erste Pferdetramway Wiens Richtung Hernals. Das Hauptgebäude der Universität Wien und das ehemalige Hauptgebäude der Creditanstalt-Bankverein liegen dem Palais ebenfalls gegenüber. Hinter den Straßenbahnhaltestellen des Schottentors öffnen sich der Sigmund-Freud-Park und dahinter der Rooseveltplatz mit der architektonisch beherrschenden Votivkirche, einem prominenten Fotomotiv der Stadt.

## Geschichte
Das Palais wurde von Theophil von Hansen 1872 bis 1873 in der Entstehungszeit der Wiener Ringstraße für den aus Odessa stammenden Bankier Ignaz von Ephrussi erbaut. Von diesem Architekten stammen auch andere bedeutende Bauwerke des Historismus im Bereich der Ringstraße wie das Parlamentsgebäude, der Wiener Musikverein, die Wiener Börse, das Palais Epstein und der Heinrichhof. Im Gegensatz zum Heinrichhof plante Hansen dieses Gebäude aber nicht als Wohnhof, sondern als Palais. Dies bezeugen das prächtige Vestibül, die Prunkstiege und die herrschaftlichen Wohnräume. Im glasüberdachten Innenhof befindet sich ein Brunnen mit einer Terrakottafigur des Apollo.
Das Palais war Wohnsitz des Wiener Zweigs der Familie Ephrussi, zuletzt von Viktor (von) Ephrussi (1860–1945) und seiner Ehefrau Emmy, geborene Schey von Koromla (1880–1938). Es wurde nach dem „Anschluss“ Österreichs 1938 „arisiert“, da die Familie Ephrussi jüdischer Abstammung war. Der Wiener Zweig der Familie musste fliehen und wurde finanziell ruiniert. Das NS-Regime benutzte das Palais als Bürohaus; die repräsentativste Etage des Gebäudes wurde dem Amt Rosenberg zugewiesen.
Nach dem Zweiten Weltkrieg wurde das Palais vorerst von Dienststellen der amerikanischen Besatzungsarmee genutzt. 1950 wurde es an die englische Rechtsanwältin Elisabeth de Waal, geb. Ephrussi (1899–1991) restituiert und anschließend von ihr weiterverkauft. Fast das gesamte Inventar wie Möbel und kostbare Kunstwerke wurde geraubt, – bis auf eine Sammlung von 264 Netsuke, Hochzeitsgeschenk des Pariser Verwandten Charles Ephrussi (1849–1905) für Viktor und Emmy von Ephrussi, die sich heute im Besitz eines Ururenkels der Familie, Edmund de Waal, befinden. Dass die Netsuke in der NS-Zeit von einer loyalen Hausangestellten namens „Anna“ in ihrer Matratze versteckt und Elisabeth de Waal im Dezember 1945 ausgefolgt worden sein soll, als sie ihr ehemaliges Elternhaus besuchte, konnte nicht nachgewiesen werden. (Dem Kindermädchen Anna hat der Zeithistoriker Oliver Rathkolb eine eigene Spurensuche gewidmet, allerdings ohne Erfolg. Oliver Rathkolb: Wer kennt Anna? Zeithistorische archäologische Spurensuche zum Hasen mit den Bernsteinaugen. In: Gabriele Kohlbauer-Fritz, Tom Juncker (Hrsg.): Die Ephrussis. Eine Zeitreise. Zsolnay, Wien 2019, ISBN 978-3-552-05982-5, S. 124–129.)
Das Palais bildete mit den Nachbargebäuden ein architektonisch abgestimmtes Ensemble. Infolge der Zerstörung des Hauses Dr.-Karl-Lueger-Ring 8 (heute Universitätsring) während des Zweiten Weltkrieges, das durch einen modernen Bau ersetzt wurde, erfuhr das Ensemble eine Beeinträchtigung. Von 1969 bis 2009 befand sich im Palais der Firmensitz der Casinos Austria.
Das Palais erhielt seit 2010 Aufmerksamkeit, als Edmund de Waal in London und New York sein Werk The Hare with Amber Eyes. A Hidden Inheritance herausbrachte, auf Deutsch 2011 erschienen unter dem Titel Der Hase mit den Bernsteinaugen. Das verborgene Erbe der Familie Ephrussi. In dem historischen Familienroman wird auch der Wiener Zweig der Ephrussis und ihr Palais beschrieben. Der Titel des Buches bezieht sich auf ein Stück aus der für die Familie geretteten Netsukesammlung. Dazu und zur Familie Ephrussi fand im Winter 2019 / 2020 eine Sonderausstellung im Jüdischen Museum Wien statt und es erschien ein materialreicher Katalog mit zahlreichen Beiträgen zur faszinierenden Familiengeschichte.